# Cassia johannae
Cassia johannae är en ärtväxtart som beskrevs av Wilhelm Vatke. Cassia johannae ingår i släktet Cassia och familjen ärtväxter. Inga underarter finns listade i Catalogue of Life.